# Аргентина и покорение Рио-де-ла-Платы

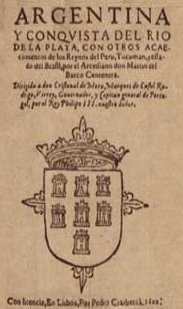
Обложка первого издания поэмы, 1602 год

«Аргенти́на и покоре́ние Рио-де-ла-Пла́ты» (исп. La Argentina y conquista del Río de la Plata, полное название в оригинале — «Аргентина и покорение Рио-де-ла-Платы, а также другие события в Перу, Тукумане и государстве Бразилия», исп. Argentina y conquista del Río de la Plata, con otros acaecimientos de los reinos del Perú, Tucumán y estado del Brasil) — эпическая поэма испанского священника, путешественника и поэта Мартина дель Барко Сентенеры, опубликованная в 1602 году и посвящённая вице-королю Португалии. Является одной из книг, где впервые упоминается название «Аргентина» в отношении примерно того региона, где в настоящее время расположена Республика Аргентина.
Автор поэмы, Мартин-дель-Барко Сентенера, был священником, он прибыл в бассейн Рио-де-ла-Плата вместе с аделантадо Хуаном Ортисом де Сарате и посвятил 24 года исследованиям региона.
Поэма представляет собой сочетание описаний собственного опыта Сентенеры с вымыслами и легендами, преподнесёнными в морализаторском духе, что отличает её от современных автору литературных форм эпохи Возрождения.
Поэма состоит из двадцати восьми песен, написанных октавами. В тексте поэмы чередуются латинизмы с простонародной речью. По оценкам критиков, литературные достоинства поэмы весьма средние, но она имеет несомненное историческое значение как один из источников, описывающих социальную реальность южноамериканской территории того времени. В частности, в песне XVII описывается процесс над Тупаком Амару в Вилькабамбе, свидетелем которого был Сентенера.
Популярность поэмы Сентенеры оказала решающее влияние на то, что регион, который простирается между Южной Атлантикой и Андами вокруг бассейна реки Рио-де-ла-Плата, получил название «Аргентина». Это название было окончательно принято для страны, которая в настоящее время называется Аргентинской Республикой.
Наряду с «Аргентиной…» Сентенеры, существует ещё одно литературное произведение с тем же названием, опубликованное в 1612 году, автором которого является Руй Диас де Гусман (1554—1629). Это историческая хроника о территории Рио-де-ла-Плата, основании Буэнос-Айреса и Санта-Фе и правлении парагвайского губернатора Альвара Нуньеса Кабеса де Вака.